# Seinmolen

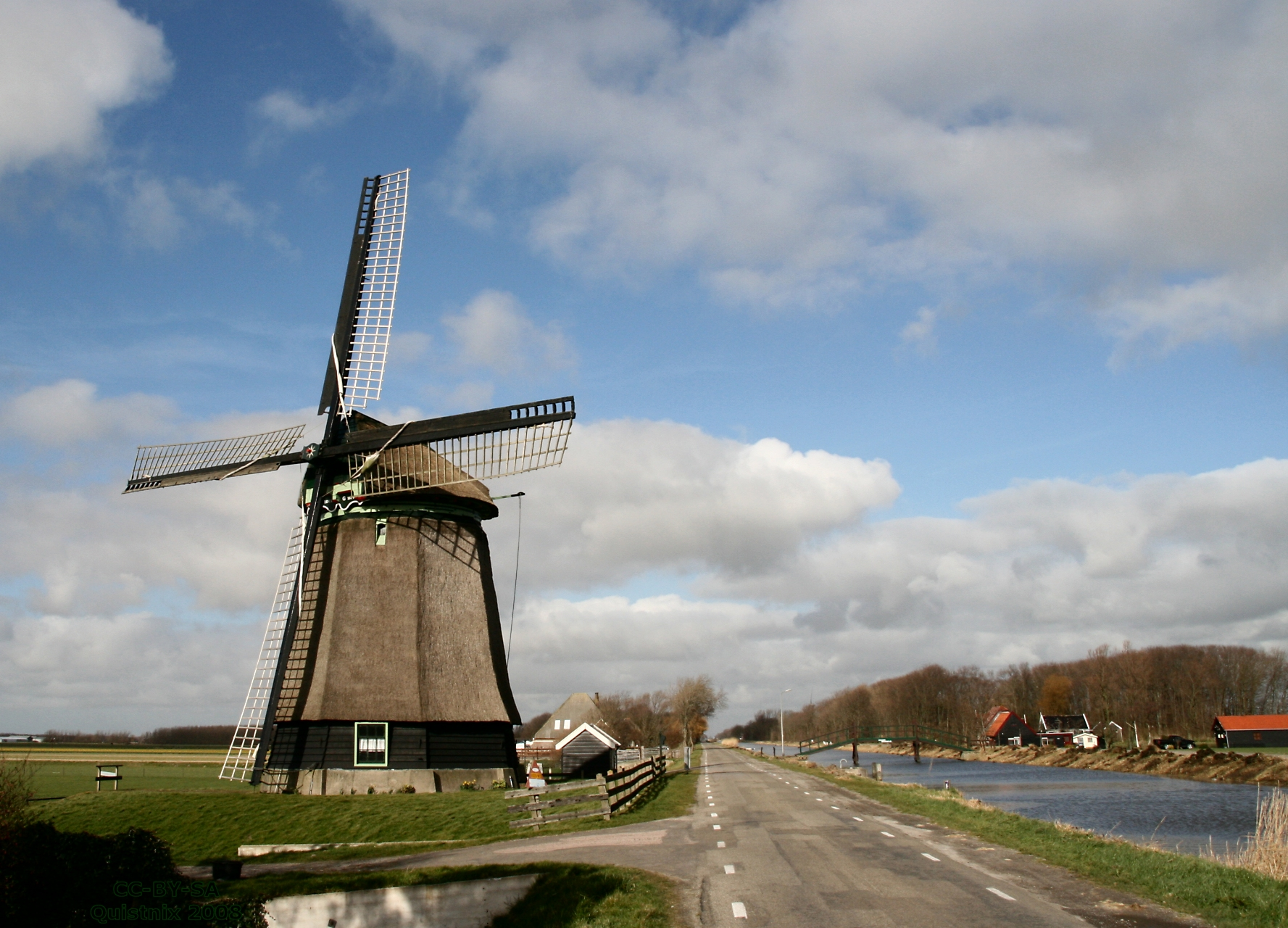
Molen Zuider-G was seinmolen voor de Schermerboezem.

Een seinmolen is een poldermolen die van een waterschap de taak toebedeeld had gekregen, windmolens in de omgeving die op dezelfde boezem uitwaterden, het sein te geven de bemaling van de polder te starten of te staken. Deze windmolens waren gebouwd om water te verplaatsen.
Als de waterstand in de polder naar afgesproken maatstaven te hoog was, zette de seinmolen een sein dat de molens moesten gaan malen. Ook gaf deze molen het moment aan dat er met malen gestopt moest worden. Als het waterpeil in de boezem te hoog dreigde te worden moest de bemaling van de polder worden gestopt. Polders werden bemalen, maar de boezem kon indertijd alleen op natuurlijke wijze water lozen, bij laagwater in de Zuiderzee en Noordzee.
Niet altijd werd het sein gegeven door een windmolen. Zo werd het sein om te stoppen met malen in de omgeving van Woerden gegeven vanaf de grote kerk, omdat deze door de meeste molens te zien was en dat gold niet voor een van de molens. In het archief van Woerden is een stuk bewaard gebleven waarin vermeld wordt welke molens het sein vanaf de kerk konden zien en welke molens welke andere molen konden zien.

## Het seinen
Overdag werd op de seinmolen een zwart wit geblokte vlag of een zwarte vlag met middenin een groot wit vlak gehesen; 's nachts of bij mist werd een heldere lantaarn gebruikt als sein voor de molenaars. Zolang er werd geseind moest de molen(s) die onder het sein stond(en) van de seinmolen hun roede aan de ketting houden. Als beide seinen niet meer aanwezig zijn (verwijderd) mag er weer met de molen gemalen worden.
Dit seinen kwam onder meer voor in het stroomgebied van de Oude Rijn en gold zowel voor de molengangen als de vrij staande poldermolens. Het sein werd gegeven als het Rijnwater ging stijgen, omdat dan de sluisdeuren van de boezems gesloten werden om te zorgen dat het rivierwater niet in de boezems ging stromen. Hierdoor konden de molenaars met hun poldermolens niet gaan malen, al stond het water in de polder ver boven het peil. Als ze dit wel zouden gaan doen dan stroomden de boezems vol en stroomde het water over de kades (dijken) weer terug de polder in.
Van de driegang van Leidschendam was de bovenmolen de hoofdseinmolen voor het benedenrijnse gedeelte van het Hoogheemraadschap van Rijnland. Het stopsein werd bij daglicht gegeven met een zwarte vlag met middenin een groot wit vlak. 's Nachts werd een lamp gebruikt. Die lamp wordt nog los in de molen bewaard.
In het Rijnland werd vanaf begin negentiende eeuw door middel van stoommachines het teveel aan water in de Oude Rijn gemalen, dat naar de Noordzee stroomde via een in de negentiende eeuw aangelegde uitwatering bij Katwijk aan Zee. In 1957 was watermolen de Rooie Wip nog seinmolen voor de molens en gemalen in en rond Hazerswoude.

## Peilmolen
Op de peilmolen werd het polder- of boezempeil in de gaten gehouden. Een peilmolen kan ook seinmolen zijn. Zowel de boven- als ondermolen kunnen peilmolen zijn: 
- de bovenmolen is peilmolen om aan te geven met malen te stoppen om te voorkomen dat de boezem boven peil kwam. Van de driegang van Leidschendam was de bovenmolen de  hoofdseinmolen voor het benedenrijnse gedeelte van het Hoogheemraadschap van Rijnland.
- de ondermolen is peilmolen om aan te geven met malen te beginnen omdat de polder boven peil stond of met malen te stoppen als de polder op peil was. Van de molenviergang in Aarlanderveen is de ondermolen, Aarlanderveen Molen No.1, de peilmolen en is tevens seinmolen.[1]

Bij alle molens was ook een peil geplaatst. Als bij slecht zicht de seinmolen niet waargenomen kon worden moesten molenaars zelf het peil in de gaten houden.

## Molennamen
Sommige molens staan in de omgeving nog steeds bekend onder de naam seinmolen of peilmolen, zoals De Peilmolen in Oud-Alblas. Deze namen slaan op een functie van de molens en zijn hoogstwaarschijnlijk nooit de echte namen van de molens geweest.